# Roland Stoltz (Eishockeyspieler, 1954)
Roland Stig Stoltz (* 14. August 1954 in Överkalix) ist ein ehemaliger schwedischer Eishockeyspieler und -trainer, der in seiner aktiven Zeit von 1971 bis 1989 unter anderem für die Washington Capitals in der National Hockey League gespielt hat.  

## Karriere
Roland Stoltz begann seine Karriere als Eishockeyspieler in seiner Heimatstadt beim Overkalix IF, für den er in der Saison 1971/72 in der damals noch drittklassigen Division 3 aktiv war. Anschließend verbrachte der Angreifer drei Jahre beim IFK Luleå in der Division 2. Von 1975 bis 1987 war er Stammspieler beim Skellefteå AIK aus der Elitserien, der neu gegründeten höchsten schwedischen Profieishockeyliga. In der Saison 1977/78 gewann er mit Skellefteå den schwedischen Meistertitel. Am 5. Juni 1981 unterschrieb der Schwede einen Vertrag als Free Agent bei den Washington Capitals aus der National Hockey League. Für die Mannschaft bestritt er allerdings in der Saison 1981/82 nur 14 NHL-Spiele, in denen er je zwei Tore und zwei Vorlagen erzielte, ehe er zu seinem Stammverein Skellefteå AIK zurückkehrte. In der Saison 1987/88 stand er zuletzt für den schwedischen Drittligisten Malå IF auf dem Eis, für den er zu Beginn der folgenden Spielzeit noch eine Partie bestritt, ehe er seine aktive Karriere im Alter von 35 Jahren beendete.
Als Cheftrainer war Stoltz mehrfach für seinen Stammverein Skellefteå AIK tätig. Diesen betreute er von 1988 bis 1990, von 1995 bis 1998 und zuletzt in der Saison 2000/01.

### International
Für Schweden nahm Stoltz an der Weltmeisterschaft 1981 teil, bei der er mit seiner Mannschaft die Silbermedaille gewann. Er selbst erzielte in acht Spielen ein Tor und zwei Vorlagen.

## Erfolge und Auszeichnungen
- 1978 Schwedischer Meister mit dem Skellefteå AIK
- 1981 Silbermedaille bei der Weltmeisterschaft